# Euskal Herriko Laborantza Ganbara
Euskal Herriko Laborantza Ganbara (EHLG, en français "Chambre d'agriculture du Pays basque") est une association loi de 1901 créée le 15 janvier 2005 et dont le siège se trouve à Ainhice-Mongelos.

## Historique

### Origines du projet

Répartition des territoires basque et béarnais dans les Pyrénées-Atlantiques.

La création d'une chambre d'agriculture propre au territoire basque est revendiquée par le syndicat ELB, affilié à la Confédération paysanne, depuis sa création en 1982. Elle est également relayée par la plateforme Batera (fondée en 2002), dont les modalités d'action s'inspirent de la désobéissance civile, qui en fait l'un de ses quatre objectifs avec la reconnaissance officielle de la langue basque, la création d'un pôle universitaire de plein exercice à Bayonne et la création d'un département Pays basque. En octobre 2003, ELB occupe les locaux de la chambre d'agriculture des Pyrénées-Atlantiques à Hasparren pour porter cette revendication,. Le syndicat pointe du doigt les spécificités de l'agriculture sur le territoire basque (où ELB est majoritaire depuis 2001) non reconnues par une chambre d'agriculture départementale où la FNSEA est majoritaire et la perte continue de terres agricoles avec la disparition de nombreuses exploitations affaiblies par la spéculation foncière.

### Création officielle et combats judiciaires

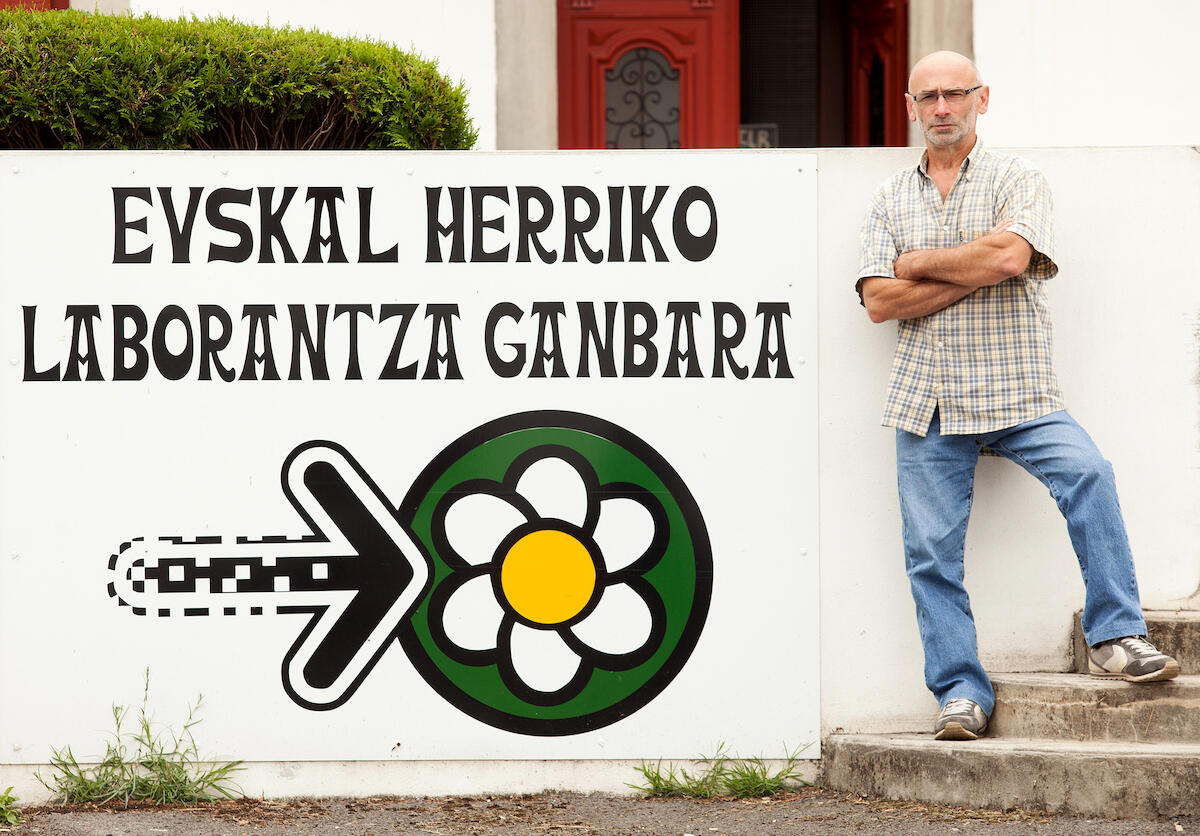
Michel Berhocoirigoin, premier président de l'Euskal herriko Laborantza Ganbara (ici en 2012).

Afin de contourner le blocage institutionnel, l'association Euskal Herriko Laborantza Ganbara est créée le 15 janvier 2005 à Ainhice-Mongelos en présence d'une quarantaine de maires et six conseillers généraux et régionaux, malgré l'interdiction du préfet des Pyrénées-Atlantiques Philippe Grégoire. La fondation de l'association est publiée au Journal officiel le 19 mars 2005 et vingt-cinq communes lui versent des subventions malgré les mises en garde de la préfecture qui décide de les poursuivre devant le tribunal administratif,. Une association de donateurs baptisée Lagunak et soutenue par une quarantaine d'élus est créée pour faciliter le financement de l'organisme. Dès sa première année d'existence, environ 700 paysans sollicitent les services d'EHLG (permanences pour le remplissage des dossiers afin d'obtenir une aide de la PAC ou accompagnement dans la transmission d'exploitations) et un premier salon agricole est organisé avec l'aide de l'association Lurrama à Bayonne en novembre 2006.
Le nouveau préfet Marc Cabane porte plainte en septembre 2005 contre un organisme susceptible de "créer dans l'esprit du public une confusion avec la chambre d'agriculture des Pyrénées-Atlantiques" et les locaux de l'association sont perquisitionnés par la police. Le président de l'association Michel Berhocoirigoin est également convoqué au tribunal correctionnel en janvier 2009 et obtient le soutien d'un millier d'élus locaux (parmi lesquels 89 maires, 11 conseillers généraux et 3 conseillers régionaux),, et de personnalités publiques (José Bové, Danielle Mitterrand, Albert Jacquard ou encore Louis Le Pensec). 
Le procès se tient le 19 janvier 2009 ; EHLG est notamment défendue par Corinne Lepage et Jean-René Etchegaray. Près de 2 000 personnes se réunissent devant le tribunal. Le tribunal de grande instance de Bayonne relaxe l'association et son président des accusations "d'usage illicite de l'appellation Chambre d'agriculture" . Le préfet fait appel et un nouveau procès se déroule à Pau le 18 février 2010. L'association recueille de nouveaux soutiens, dont ceux de Stéphane Hessel, Michel Tubiana, Eva Joly et Jacques Delors, et des manifestations sont organisées à Bayonne et Pau. Le délibéré, rendu le 6 mai 2010, confirme la relaxe prononcée par le Tribunal de Bayonne. Le 13 mai 2010, l’État français renonce à poursuivre l’association en justice au terme du délai légal de pourvoi en cassation.
En parallèle, le préfet continue d'attaquer les subventions versées par des collectivités territoriales,. En février 2011, le Conseil d’État rejette le pourvoi formé par le ministre du Budget qui contestait la possibilité pour les dons à EHLG d'ouvrir droit à déduction fiscale, offrant une nouvelle victoire juridique pour l'association.

### Diversification des interventions

Terres achetées par le groupement foncier agricole mutuel Lurra puis par la société en commandite par actions Lurzaindia entre 1980 et 2016.

Confortée dans son existence, l'association diversifie ses terrains d'intervention : facilitation des transmissions d'exploitations,, accompagnement vers des pratiques agricoles durables, travail sur la qualité de l'eau, création de filières labellisées comme Herriko pour le pain et la viande de bœuf excluant l'utilisation d'OGM ou d'orge pour la production de bière, diagnostics sur des projets d'aménagement du territoire, analyses statistiques sur les exploitations du territoire, ou encore participation à la SCA Lurzaindia qui vise à collecter des fonds pour défendre le foncier agricole,.
L'association intègre un collège de consommateurs, d'associations de défense de l'environnement et de structures de l'économie sociale et solidaire. Elle participe à des fêtes et festivals (EHZ, fêtes de Bibi à Biarritz) et poursuit la tenue du salon Lurrama pour y promouvoir une alimentation respectueuse de l'environnement et produite en circuits courts.
EHLG appuie également la revendication portée par Batera de création d'une collectivité spécifique au Pays basque afin de faciliter son processus de reconnaissance institutionnelle,. L'association se prononce ainsi en faveur de la création de l'EPCI Communauté d'agglomération du Pays basque au sein de laquelle elle demande l'attribution de compétences agricoles. Elle s'implique également dans le processus de paix au Pays basque en soutien notamment à son ancien président Michel Berhocoirigoin (remplacé à la tête de l'association par Beñat Molimos et Francis Poineau en 2015) qui participe à la destruction de l'arsenal d'ETA.
Après vingt ans d'existence, EHLG revendique avoir accompagné près de 3 000 paysans.

## Objectifs
Les objectifs affichés par EHLG sont les suivants :
- prouver que de nombreuses petites exploitations peuvent vivre et générer de l'activité dans le monde rural, en développant une agriculture autonome et économe, en favorisant la production de biens alimentaires de qualité, les circuits courts de distribution et la transformation fermière ;
- renouer le dialogue entre le monde paysan, les consommateurs, les protecteurs de la nature et de l'environnement, en intégrant en son sein des représentants de ces organisations ;
- parvenir à la reconnaissance du bien-fondé de son projet d'agriculture paysanne par les pouvoirs publics, en mettant d'ores et déjà en œuvre les moyens nécessaires à sa réalisation ;
- la création d'une chambre d'agriculture pour le Pays Basque français[57].